# Сафита
Сафита (на арабски: صا فيتا) е град в западната част на Сирия, в мухафаза Тартус. Към 2009 година населението му е 32 213 души.

## История
Известно е че селището е населявано от времето на финикийците. През 1102 година, Раймонд IV, граф на Тулуза напада емирството на Триполи. Четиригодишната обсадата на Триполи довежда до пълен контрол над града и много от земите около него, включително град Сафита. Шател Блан, цитаделата на Сафита през този период е основна част от мрежата на кръстоносните укрепления в района. От покрива ѝ може да се види от Средиземно море до заснежените планини на Ливан и до Триполи и да се комуникира с тамплиерските крепости в Тартоса и на остров Руад в посока северозапад, с крайбрежния Шател Руж на югозапад, с Акар на юг, и с Крак де Шевалие (щаб на сирийските рицари-хоспиталиери) на югоизток. Кулата днес е запазената част от оригиналния замък.
През 1271 година мамелюкския султан Бейбарс превзема селището.